# Juru (kommun)
Juru är en kommun i Brasilien.   Den ligger i delstaten Paraíba, i den östra delen av landet, 1 400 km nordost om huvudstaden Brasília. Antalet invånare är 9 826.
Följande samhällen finns i Juru:
- Juru

Omgivningarna runt Juru är huvudsakligen savann. Runt Juru är det ganska glesbefolkat, med 35 invånare per kvadratkilometer.